# Seznam juniorských mistrů světa v orientačním běhu – sprint
Seznam juniorských mistrů a mistryň světa v orientačním běhu ve sprintu seřazen podle data od roku 2006, kdy se tento závod na mistrovství začala konat.

## Muži
| Rok      | Zlato                | Stříbro         | Bronz                              | Parametry           |
| -------- | -------------------- | --------------- | ---------------------------------- | ------------------- |
| JMS 2006 | Mikael Kristensson   | Patrik Karlsson | Ruslan Glebov                      | 3.2 km, 16 kontrol  |
| JMS 2007 | Vojtěch Král         | Olav Lundanes   | Ivan Sirakov                       | 3.25 km, 18 kontrol |
| JMS 2008 | Štěpán Kodeda        | Johan Runesson  | Sören Bobach                       | 2.81 km, 16 kontrol |
| JMS 2009 | Matthias Kyburz      | Miloš Nykodým   | Martin Hubmann                     | 3.1 km, 24 kontrol  |
| JMS 2010 | Rasmus Thrane Hansen | Kristian Jones  | Vegard Danielsen Jonas Leandersson | 2.7 km, 22 kontrol  |
| JMS 2011 | Lucas Basset         | Andreu Blanes   | Florian Howald                     | 2.91 km, 23 kontrol |
| JMS 2012 | Gleb Tichonov        | Jan Petržela    | Eskil Kinneberg                    | 2.9 km, 20 kontrol  |
| JMS 2013 | Florian Schneider    | Michal Hubáček  | Tim Robertson                      | 2.4 km, 21 kontrol  |

## Ženy
| Rok      | Zlato                        | Stříbro                      | Bronz                 | Parametry           |
| -------- | ---------------------------- | ---------------------------- | --------------------- | ------------------- |
| JMS 2006 | Ingunn Hultgreen Weltzienová | Hanny Allstonová             | Eva Svenssonová       | 2.5 km, 13 kontrol  |
| JMS 2007 | Eva Svenssonová              | Šárka Svobodná               | Maja Almová           | 2.7 km, 17 kontrol  |
| JMS 2008 | Emma Klingenbergová          | Silje Ekroll Jahrenová       | Jenny Lönnkvistová    | 2.56 km, 13 kontrol |
| JMS 2009 | Jenny Lönnkvistová           | Ida Bobachová Tereza Novotná |                       | 2.5 km, 21 kontrol  |
| JMS 2010 | Ida Bobachová                | Hanna Wisniewská             | Monika Gajdová        | 2.3 km, 19 kontrol  |
| JMS 2011 | Ida Bobachová                | Emma Klingenbergová          | Tereza Novotná        | 2.47 km, 22 kontrol |
| JMS 2012 | Tove Alexanderssonová        | Emma Klingenbergová          | Frida Sandbergová     | 2.3 km, 17 kontrol  |
| JMS 2013 | Heidi Mårtenssonová          | Nicoline Friberg Klysnerová  | Anastasija Denisovová | 2.1 km, 19 kontrol  |